# Мега-Йорти

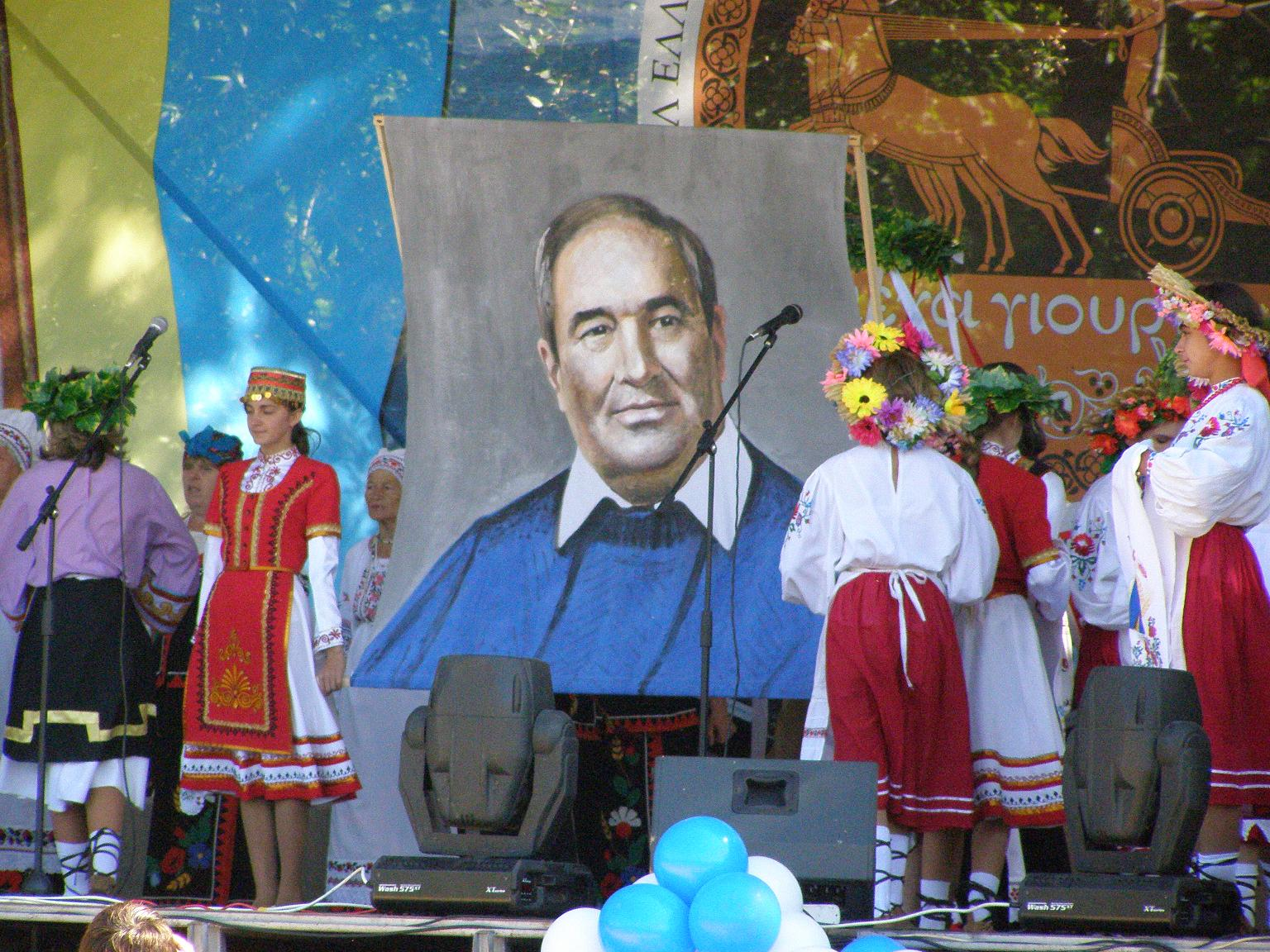
Відкриття фестивалю, портрет Доната Патричі

Міжнародний фестиваль грецької культури «Мега-Йорти» ім. Д. Патричі, або Мега-Йорти (грец. Μέγα Γιορτή — Велике свято) — фестиваль грецької культури, що проводиться раз на два роки у Приазов'ї.
Фестиваль направлений на задоволення інтересу суспільства до історії своєї культури, збереження культурних традицій греків Приазов'я, сприяння розвитку загальнолюдських і грецьких духовних цінностей, зміцнення толерантних міжнаціональних стосунків, залучення молодого покоління до найкращих культурних досягнень рідного народу, стимулювання у молоді інтересу до вивчення історії і культури греків України.

## Історія

Легендарний корабель аргонавтів, на якому вони вирушили з Еллади до берегів Чорного моря

Вперше фестиваль відбувся 1988 року за ініціативи Доната Костянтиновича Патричі — заслуженого працівника культури, поета, прозаїка, перекладача, композитора, а в у ті роки директора Обласного науково-методичного центру народної творчості і культурно-освітньої роботи.
Початково фестиваль проводився щороку, з 1991 року було вирішено влаштовувати «Велике свято» раз на два роки. 1995 року змінився й організатор фестивалю, відтепер ним стала Федерація грецьких товариств України за активної участі місцевих органів влади, закладів культури і меценатів. З 2005 року фестивалю присвоєне ім'я Доната Патричі.

### Місця проведення
- 1988 — Сартана.
- 1989 — Велика Новосілка.
- 1990 — Маріуполь.
- 1991 — Маріуполь.
- 1993 — Бугас — Сартана — Велика Новосілка — Стила — Урзуф — Кременівка.
- 1995 — Старобешеве.
- 1997 — Красна Поляна — Старобешеве — Чермалик — Новоянисоль — Бугас.
- 2001 — Кременівка.
- 2003 — Ялта.
- 2005 — Старий Крим.
- 2007 — Старомлинівка.
- 2008 — Старомлинівка.
- 2009 — Гранітне.
- 2015 —  Урзуф[1]
- 2017 — Малоянісоль.
- 2019 — Волноваха.
- 2021 — Маріуполь